# Alliance nationale (Lituanie)
Pour les articles homonymes, voir Alliance nationale.
Ne doit pas être confondu avec Nouvelle Union (sociaux-libéraux).
L'Alliance nationale (en lituanien : Nacionalinis susivienijimas, NS) est un parti politique d'extrême droite lituanienne fondé le 7 mars 2020 et dirigé par le philosophe Vytautas Radžvilas (en). En 2024, le parti détient deux sièges dans les conseils municipaux et un siège au Seimas, représenté par son vice-président Vytautas Sinica (en).

## Histoire

### Origines, fondation et premières années (2016-2022)
Le prédécesseur de l'Alliance nationale est le Forum de Vilnius, connu plus tard sous le nom de Forum national, un mouvement politique de droite fondé en 2016, critique de la mondialisation, du libéralisme et des droits LGBT. Le fondateur du Forum est Vytautas Radžvilas (en), philosophe politique, professeur et ancien militant du Sąjūdis pendant la révolution chantante, connu pour ses critiques du libéralisme et de la double nationalité, ainsi que pour ses opinions eurosceptiques. Au cours de cette période, il acquit une notoriété du fait d'un conflit avec l'administration de l'université de Vilnius où il affirme avoir été écarté de l'Institut politique et de relations internationales en raison de ses opinions de droite.
En 2019, Vytautas Radžvilas crée la liste électorale « Vytautas Radžvilas : Récupérez l'État » (lituanien : Vytautas Radžvilas : susigrąžinkime valstybę !) afin de participer aux élections européennes de 2019 en Lituanie. Bien qu'il affirme que le Parlement européen est  impuissant, il le compare au Congrès des députés du peuple dans les dernières années de l'URSS comme déterminant de l'avenir de l'organisation. La liste reçoit 3,35 % et ne remporte aucun siège.
Après les élections, le mouvement envisage de s'unir avec de l'élection présidentielle de 2019, Arvydas Juozaitis et l'Union chrétienne (en), cependant il échoue en raisons de conflits personnels et l'Alliance nationale est fondé le 7 novembre 2020. Le nouveau parti reçoit 2,21 % des voix aux élections législatives de 2020, et ne remporte aucun siège au Seimas.
En 2021, le parti reçoit des remerciements personnels du Premier ministre hongrois Viktor Orbán pour son soutien aux lois hongroises anti-LGBT. 
La plupart des suffrages du parti proviennent de la capitale Vilnius. Selon le politologue Matas Baltrukevičius, il représente le même électorat que la Liste lituanienne, un parti antisystème éphémère fondé en 2012 et representé au conseil municipal de Vilnius de 2015 à 2019.

### Représentation aux niveaux municipales et national (depuis 2023)
Lors des élections municipales de 2023, il remporte trois sièges au conseil municipal de Vilnius, il s'agit alors de son plus grand succès électoral. L'un des conseillers municipaux, Aleksandras Nemunaitis, est expulsé en avril 2023, après avoir soutenu la nomination d'Artūras Zuokas en tant que chef de l'opposition au conseil municipal, alors que le parti s'y oppose.
Le parti fait campagne pour le « non » lors du référendum constitutionnel de 2024 portant sur la légalisation de la double nationalité.
Aux élections législatives de 2024, le parti remporte un siège à Vilnius avec son vice-président Vytautas Sinica (en),.

## Programme et idéologie
L'Alliance nationale est généralement décrit comme un parti d'extrême droite,. Elle prétend être un mouvement national qui cherche à restaurer les idées de Sąjūdis, le mouvement national qui est l'un des acteurs de la restauration de l'indépendance de la Lituanie en 1990. Le parti est décrit comme nationaliste et rêve de faire de la « Lituanie un pays à jamais lituanien »,.
L'Alliance nationale indique représenter une vision du monde nationaliste, socialement conservatrice et chrétienne, s'oppose à l'intégration européenne et à la légalisation de la double nationalité, et demande de rendre publique tous les anciens informateurs du KGB. Le principal objectif du parti est de s'opposer à la stratégie nationale de la « Lituanie globale », qui cherche à maintenir la diaspora lituanienne comme partie intégrante d'un État lituanien « global », et exige une stratégie visant à limiter l'émigration et à encourager le retour des émigrés lituaniens. Elle s'oppose également aux droits LGBT et affirme que son objectif est de défendre le christianisme en Lituanie et l'ethnicité lituanienne contre leur « extinction ».
Sur le plan économique, le parti défend certaines positions populistes et interventionnistes, telles que l'instauration d'une fiscalité progressive, le renforcement du filet de sécurité sociale et l'augmentation du financement du système éducatif, bien qu'elle cherche également à « détruire la mentalité de dépendance » et à réduire les prestations sociales pour certains groupes sociaux, tels que les alcooliques, les chômeurs et les mères célibataires dont l'identité du père de l'enfant n'est pas connue.
Elle ne demande pas le retrait de la Lituanie de l'Union européenne, mais s'oppose à une intégration plus poussée et exige que davantage de pouvoirs soient restitués aux États membres de l'organisation. Elle demande également que l'Union européenne reconnaisse officiellement son héritage chrétien.

## Résultats électoraux

### Élections législatives
| Année | Chef                    | Proportionnelle | Proportionnelle | Proportionnelle | Circonscriptions | Circonscriptions | Circonscriptions | Circonscriptions | Circonscriptions | Circonscriptions | Sièges  | +/- | Gouvernement        |
| Année | Chef                    | Voix            | %               | S.              | Voix             | %                | S.               | Voix             | %                | S.               | Sièges  | +/- | Gouvernement        |
| ----- | ----------------------- | --------------- | --------------- | --------------- | ---------------- | ---------------- | ---------------- | ---------------- | ---------------- | ---------------- | ------- | --- | ------------------- |
| 2020  | Vytautas Radžvilas (en) | 25 098          | 2,21            | 0               | 14 938           | 1,34             | 0                |                  |                  |                  | 0 / 141 | Nv. | Extra-parlementaire |
| 2024  | Vytautas Radžvilas (en) | 35 726          | 2,93            | 0               | 24 080           | 2,01             | 0                | 7 860            | 0,94             | 1                | 1 / 141 | 1   | Opposition          |

### Élections municipales
| Année | Voix   | %    | Sièges   | Maires | +/- |
| ----- | ------ | ---- | -------- | ------ | --- |
| 2023  | 13 140 | 1,12 | 3 / 1498 | 0 / 60 | Nv. |

### Élections européennes
| Année | Tête de liste           | Voix   | %    | Sièges | +/–           |
| ----- | ----------------------- | ------ | ---- | ------ | ------------- |
| 2019  | Vytautas Radžvilas (en) | 41 860 | 3,35 | 0 / 11 | Nv.           |
| 2024  | Vytautas Radžvilas (en) | 25 688 | 3,79 | 0 / 11 | en stagnation |